# Peter Jacques (Musiker)
Peter Jacques (* 17. Mai 1935 in Franzensbad, Tschechoslowakei; † 27. März 2025) war ein Schweizer Jazzmusiker (Piano, Arrangement, Komposition), Bandleader und Musikredaktor.

## Leben und Wirken
Jacques, ein in der Tschechoslowakei geborener Auslandschweizer, begann mit vier Jahren mit dem Klavierspiel. 1945 wurde er (in einem Lebertranfaß) in die Schweiz geschmuggelt, wo er das Konservatorium in Winterthur besuchte. Von 1951 bis 1955 nahm er sowohl als Solopianist als auch in Jazz-Combos mehrfach erfolgreich am Amateur Jazz Festival in Zürich teil. 1956 wurde er professioneller Musiker und arbeitete in der Band von Niels Foss, aus der dann das Ensemble von Kurt Weil wurde, in Schweden. Dann spielte er bis 1964 bei Jörgen Gottlieb, Ernie Englund, Åke Persson und Putte Wickman. Für die beim schwedischen Rundfunk beschäftigte Bigband von Harry Arnold arbeitete er als Arrangeur. Auch war er an der ersten Einspielung des Jazzhits Bluesette von Toots Thielemans beteiligt. 1964 zog er nach München, wo er für die Bavaria Film tätig war und Arrangements für Hörfunk und Fernsehen schrieb. Nach Aufenthalten in Brasilien, Japan, den Vereinigten Staaten und Grossbritannien kehrte er 1973 nach Zürich zurück. Gemeinsam mit Hans Moeckel übernahm er die Leitung der Big Band des Schweizer Radio DRS, die er später allein bis zu ihrer Auflösung im Jahr 1986 leitete. Für das Schweizer Fernsehen leitete und moderierte er als Musikredaktor die Sendungen Jazz in Concert und Jazz-In. 2005 begleitete er die Sängerin Marie Louise Werth. Er war verheiratet und lebte zuletzt in Ebmatingen.
Jacques ist nicht mit dem in Schweden populären Jacques Fred Petrus (1949–1986) und dessen Peter Jacques Band zu verwechseln.

## Filmmusik (Auswahl)
- 1976: Die plötzliche Einsamkeit des Konrad Steiner

## Diskografische Hinweise
- Peter Jacques: Keyboard Flashes (Electrola 1975)
- Peter Jacques: Swing Is In (Electrola 1976)
- Peter Jacques Orchestra: Round Trip to Rio
- DRS Bigband (Gold 1979)
- Michel Legrand, Peter Jacques & Co (DRS Band 1986)